# Astragalus sparsus
Astragalus sparsus là một loài thực vật có hoa trong họ Đậu. Loài này được Decne. mô tả khoa học đầu tiên.